# 14361 Boscovich
14361 Boscovich (1988 DE) là một tiểu hành tinh vành đai chính.